# 1964년 하계 올림픽 무도
올림픽 무도는 올림픽에서 일본식 무도로 경기를 겨루는 올림픽 경기 종목이다. 1964년 하계 올림픽에 시범 종목으로 채택되었다.